# Colector de evacuare
Colectorul de evacuare este componenta motorului care elimină gazele arse prin destindere și răcire rapidă. Are o formă tubulară ramificată.La colectorul de evacuare sunt racordate țeava și toba de eșapament. Colectorul de evacuare poate să fie montat pe aceeași parte a chiulasei împreună cu colectorul de admisie sau în partea opusă colectorului de admisie.